# Oceanborn
Oceanborn is het tweede album van Nightwish, uitgebracht in oktober 1998. Oceanborn is een van de donkerdere albums en er wordt gebruikgemaakt van harde mannelijke stemmen in liedjes zoals "The Pharaoh Sails To Orion".
Het hele album heeft een element van fantasie met liedjes zoals "Swanheart", "Walking In The Air" en "The Pharaoh Sails To Orion". Andere liedjes hebben een meer godsdienstig gevoel zoals "Passion and The Opera" en "Gethsemane".

## Lijst van nummers
1. "Stargazers" – 4:28
2. "Gethsemane" – 5:22
3. "Devil & The Deep Dark Ocean" – 4:46
4. "Sacrament of Wilderness" – 4:12
5. "Passion and the Opera" – 4:50
6. "Swanheart" – 4:44
7. "Moondance" – 3:31
8. "The Riddler" – 5:16
9. "The Pharaoh Sails to Orion" – 6:26
10. "Walking in the Air" – 5:31
11. "Sleeping Sun" – 4:05
12. "Nightquest" – 4:16

## Muzikanten
- Tarja Turunen - Leadzangeres
- Erno "Emppu" Vuorinen – Gitaar
- Sami Vänskä - Basgitaar
- Tuomas Holopainen – Keyboard
- Jukka Nevalainen – Drums